# La Gran Guerra (película)
La gran guerra es una coproducción ítalo - francesa de 1959, dirigida por Mario Monicelli. Protagonizada por Vittorio Gassman, Alberto Sordi y Silvana Mangano en los papeles principales.
Galardonada con varios premios cinematográficos italianos.
Narra una serie de sucesos ocurridos durante la Primera Guerra Mundial en el frente italiano, en la batalla del rio Piave.

## Sinopsis
A comienzos de la Primera Guerra Mundial, dos jóvenes reclutas italianos, Oreste Jacovacci (Alberto Sordi), proveniente de Roma; y Giovanni Busacca (Vittorio Gassman), proveniente de Milán, se conocen en las oficinas de reclutamiento. Oreste, un timador, engaña al ingenuo Giovanni, un idealista y rebelde social, y logra escapar con un dinero de éste. Pero se encuentran nuevamente en el tren que los llevará al regimiento al cual son destinados. Giovanni viaja completamente rapado. Después de una pelea, se dan cuenta de que a pesar de tener personalidades muy distintas, tienen algo en común: una absoluta falta de patriotismo y de valentía, y una amistad comienza entre ellos.
Comienzan su entrenamiento militar, y pronto son clasificados como "ineficientes" en medio de situaciones grotescas y cómicas. Oreste y Giovanni se ofrecen voluntarios como mensajeros para escapar de las trincheras y poder ir al pueblo cercano a divertirse, pero cuando vuelven a la compañía comprueban que mientras tanto se ha producido un importante ataque del enemigo que ha causado numerosas bajas, con lo cual se sienten afortunados.
El tiempo, meses y años, comienza a transcurrir entre batallas, misiones y períodos de descanso. Todo en un trasfondo de matanzas, muerte, hambre y frío. Giovanni hace amistad con Costantina (Silvana Mangano), una prostituta, y la guerra no parece tan dura a los protagonistas, entre camaradas de armas y paisanos, mientras Oreste y Giovanni se esfuerzan en evitar todo riesgo, salir ilesos de la guerra, y pasar su servicio en el ejército del modo más cómodo posible.
El frente de guerra cambia permanentemente, los dos amigos son testigos de la grave derrota de Caporetto y poco después, ya en 1918 se les encarga una misión como mensajeros. Fieles a su deseo de evitar el peligro y la fatiga, Oreste y Giovanni se quedan a dormir en una granja cerca del frente pero quedan aislados al notar que el ejército austriaco ha avanzado hasta esa posición mientras dormían. Tratan de huir pero son descubiertos por soldados enemigos y llevados ante un oficial austríaco para ser fusilados como espías. Allí confiesan que son mensajeros y que desean rendirse, ofreciendo inclusive datos sobre una ofensiva italiana en el Piave, pero el oficial austríaco no les cree y más bien se burla de la falta de valor de los italianos. Giovanni, ofendido, insulta al austríaco y termina fusilado para consternación de Oreste. El oficial presiona a Oreste para conocer la situación de un puente de barcas que ha construido el ejército italiano, pero Oreste rehúsa dar la información alegando no saber de ello y es fusilado.
El filme termina mostrando la retirada austriaca en la Batalla del Piave y el avance italiano, que llega a la granja donde Oreste y Giovanni han sido fusilados. Los soldados italianos avanzan por la granja recién tomada, y la cámara muestra los cuerpos tendidos de los dos protagonistas, oyéndose los comentarios de sus compañeros que los consideran fugados, sin saber de sus fusilamientos.

## Reparto
- Alberto Sordi - Oreste Jacovacci

Vittorio Gassman, Silvana Mangano y Alberto Sordi
en una foto de rodaje

- Vittorio Gassman - Giovanni Busacca
- Silvana Mangano - Costantina
- Folco Lulli - Bordin
- Bernard Blier - Capitán Castelli
- Romolo Valli - Teniente Gallina
- Vittorio Sanipoli - Mayor Venturi
- Nicola Arigliano - Giardino
- Geronimo Meynier - Mensajero
- Mario Valdemarin - Lorenzi
- Elsa Vazzoler - Esposa de Bordin
- Tiberio Murgia - Rosario Nicotra
- Livio Lorenzon - Sargento Barriferri
- Ferruccio Amendola - De Concini
- Gianni Baghino - Soldado
- Carlo D'Angelo - Capitán Ferri
- Achille Compagnoni - Capellán
- Luigi Fainelli - Giacomazzi
- Marcello Giorda - General italiano
- Tiberio Mitri - Mandich
- Gérard Herter - Capitán austríaco
- Guido Celano - Mayor italiano

## Premios
- Dos premios David di Donatello 1960: al mejor actor (Vittorio Gassman y Alberto Sordi), y a la mejor producción (Dino de Laurentiis Cinematográfica - compartido).
- Dos premios Nastro d'argento 1960: al mejor actor (Alberto Sordi), y a la mejor escenografía.
- Premio León de Oro (Festival Internacional de Cine de Venecia) 1959 (compartido).
- Candidata al premio Oscar 1960:[1] a la mejor película en idioma extranjero.